# Verbeekinidae
Verbeekinidae es una familia de foraminíferos bentónicos de la superfamilia Fusulinoidea, del suborden Fusulinina y del orden Fusulinida. Su rango cronoestratigráfico abarca desde el Sakmariense (Pérmico inferior) hasta el Tatariense (Pérmico superior).

## Discusión
Clasificaciones más recientes incluyen Verbeekinidae en la superfamilia Neoschwagerinoidea, y en la subclase Fusulinana de la clase Fusulinata.

## Clasificación
Verbeekinidae incluye a las siguientes subfamilias y géneros:
- Subfamilia Verbeekininae
  - Armenina †
  - Quasiverbeekina †
  - Verbeekina †
- Subfamilia Misellininae
  - Brevaxina †
  - Metadoliolina †
  - Misellina †
  - Neomisellina †
- Subfamilia Pseudodoliolininae
  - Pseudodoliolina †
- Subfamilia Kahlerininae
  - Kahlerina †

Otros géneros considerados en Verbeekinidae son:
- Doliolina † de la subfamilia Misellininae, aceptado como Neomisellina
- Paraverbeekina † de la subfamilia Verbeekininae, aceptado como Verbeekina
- Ussuriella † de la subfamilia Kahlerininae, aceptado como Kahlerina